# Baluardo di Santa Lucia
Il baluardo di Santa Lucia è un baluardo delle mura di Grosseto, che costituisce una parte del complesso del bastione Fortezza al vertice nord-orientale della cinta muraria cittadina.
Il baluardo, assieme al baluardo della Vittoria, è uno dei due baluardi minori che dal bastione Fortezza si aprono con la punta rivolta verso il centro storico; rispetto all'altro baluardo si trova poco più a nord.
Il baluardo di Santa Lucia, edificato durante l'opera di ricostruzione delle mura cinquecentesche, racchiude l'imponente mole Cassero Senese e, come quasi tutti gli altri baluardi, è dotato di cannoniere.
Il baluardo conserva un "casino da sentinella" rivestito in mattoni che poggia su due basi in travertino; sopra la copertura sommitale poggia un piccolo campanile a vela, oramai privo dell'originaria campana.

## Galleria d'immagini

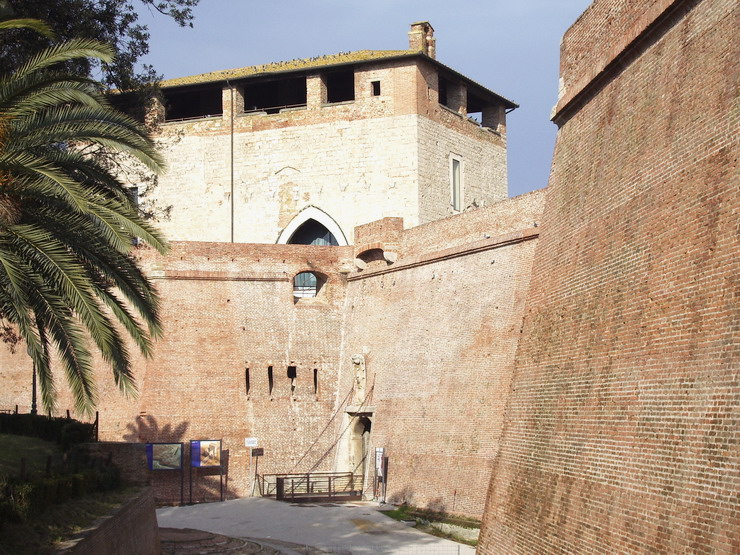
Il bastione di Santa Lucia visto da nord
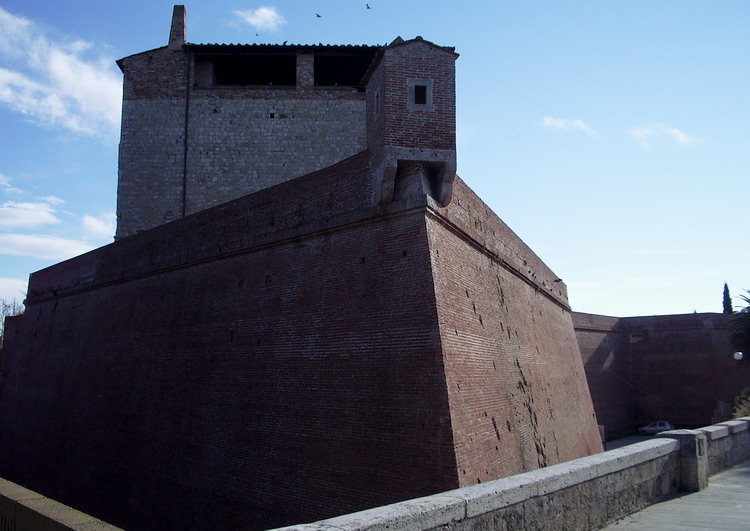
Bastione di Santa Lucia